# Pool
Pool er fællesbetegnelsen for en række billard-discipliner, alle spilbare på et poolbord. Det er den nok mest kendte disciplin, med borde opstillet i både billardklubber, beværtninger og ungdomsklubber i hele landet.

## Udstyr
Pool spilles med en speciel poolkø samt et sæt baller. Dette består af en, typisk, hvid stødbal, samt et sæt, fra 1 til 15, nummererede baller. Sidstnævnte er i 8-ball delt i to "farver", kaldet "hele" og "halve". De hele består af ballerne 1-7 og er ensfarvede imens de halve er ballerne 9-15, som er hvide med et bredt farvet "mavebælte". 8-ballen er ensfarvet sort, men da den har en særlig funktion i  8-ball, regnes den ikke med til nogen af farverne

## Discipliner
Pool kan inddeles i fire primære discipliner.
- 8-ball
- 9-ball
- 10-ball
- 14.1 (eller straight pool)

### 8-ball
8-ball er den mest udbredte variant af pool spillet på værtshuse i Danmark, og spilles her med et utal af regelvariationer. På konkurrenceniveau findes varianterne 8-ball og blackball (en variant almindelig i Storbritannien) - ligeledes med varianter mellem lande og organisationer.
Formålet med spillet er at "vælge" en farve, skyde alle ballerne i sin farve i hul (sænke dem) i valgfri rækkefølge, og afslutte ved at skyde 8-ballen (i daglig tale "den sorte") i hul - og samtidig modarbejde modstanderens forsøg på at gøre det samme. Så længe spilleren "lovligt"  sænker en bal, fortsætter hans tur. Efter en farve er valgt, skal spilleren ramme en bal af denne farve som den første, indtil de alle er i hul. Herefter skal han ramme 8-ballen.
Varianterne går særligt på, om spilleren på forhånd skal annoncere ("melde") hvilken bal han vil skyde i hvilket hul, om der er særlige regler for hvilket hul 8-ballen skal skydes i (fx "i meldt hul" eller "i samme hul som den sidste normale bal"), og hvordan fejl straffes.
Typisk straffes fejl hårdt, gerne med tabt spil, hvis de involverer 8-ballen - fx hvis denne skydes i hul for tidligt eller i et forkert hul, eller hvis stødballen går i hul i samme stød som  8-ballen. Fejl kan herudover straffes med "bal i hånd" - spilleren placerer stødballen efter eget ønske, i nogle varianter på hele bordet, i andre bag break-linjen), og i nogle varianter (særligt blackball) med en ekstra tur ("frit stød").
I nogle varianter kan tildelingen af baller ske i selve åbningsstødet, hvis der går flere baller af den ene type i hul en den anden. I andre varianter, eller hvis der går lige mange af hver i hul i åbningsstødet, sker valget først når spilleren første gang herefter lovligt sænker en bal. 

### 9-ball
I 9-ball anvendes udelukkende ballerne 1-9. Hovedformålet er, at få 9'eren i hul, dog er det kun tilladt at ramme den, på hvert tænkeligt tidspunkt, lavest nummererede bal først, ellers er der tale om en fejl. Vinderen er den spiller der først støder 9'eren i hul, uanset om der er flere baller tilbage på bordet. Dog under den forudsætning at den lavest nummererede er ramt som den første. Ligesom i 8-ball fortsættes turen hvis en bal stødes i hul, men overgår til modstanderen hvis dette ikke lykkes.

### 10-ball
10-ball er et rotationsspil ligesom 9-ball, men de to store forskelle, at der er 10 baller på bordet og at alle stød skal meldes.

### 14.1
14.1 minder en del om snooker, men spilles på et poolbord. Samtlige baller anvendes, og formålet er at stykke så lange point-givende serier sammen som muligt. Der tildeles 1 point for hver bal der stødes i hul, og tildeles fejlpoint til modspilleren for alle fejl. Alle forsøg på at støde en bal i hul, skal som udgangspunkt "meldes", og baller der, ved et tilfælde, går i et andet hul end det tiltænkte tæller således som fejl.